# Buritinópolis
Buritinópolis är en kommun i Brasilien.   Den ligger i delstaten Goiás, i den sydöstra delen av landet, 230 km nordost om huvudstaden Brasília. Antalet invånare är 3 319.
Omgivningarna runt Buritinópolis är huvudsakligen savann. Runt Buritinópolis är det glesbefolkat, med 11 invånare per kvadratkilometer.